# 381. Feldausbildungs-Division
Die 381. Feldausbildungs-Division war eine deutsche Infanteriedivision im Zweiten Weltkrieg.

## Geschichte

### Aufstellung
Die Division wurde am 8. September 1942 als Feldausbildungs-Division für die Heeresgruppe A im zurückliegenden Frontbereich in Südrussland aufgestellt. Der Stab wurde durch den Wehrkreis XVIII und die drei Infanterie-Regimenter aus den Wehrkreisen XIII, V und VII gebildet. Die Soldaten des motorisierten Infanterie-Regiments kamen aus den Wehrkreisen VI, VIII, IX und XIII. Die Division wurde durch Mitglieder des RAD aufgefüllt.

### Auflösung
Die Division wurde am 26. Februar 1943 aufgelöst.

### Verwendung der aufgestellten Truppenteile
Die ehemaligen Divisionsangehörigen in die 17. Armee eingegliedert. Der Stab blieb bei der Heeresgruppe A und wurde für den Küstenschutz dem Befehlshaber Krim, welcher ebenfalls der Heeresgruppe A bei der 17. Armee zugeordnet war, unterstellt und erst zum 10. August 1943 aufgelöst.

## Kommandeur
Einziger Kommandeur der Division war der Generalmajor Hellmuth Eisenstuck.

## Gliederung
- Feldausbildungs-Regiment (mot.) 381, mit der Auflösung der Division an die 13. Panzer-Division und der 101. Jäger-Division
- Feldausbildungs-Regiment 614 (Nürnberg), mit der Auflösung der Division auch aufgelöst
- Feldausbildungs-Regiment 615 (Stuttgart) auf der Krim stehend, mit der Auflösung der Division an die 336. Infanterie-Division und als Grenadier-Regiment 615 an die 98. Infanterie-Division
- Feldausbildungs-Regiment 616 mit vier statt 3 Bataillone, mit der Auflösung der Division an die 9. Infanterie-Division und die 97. Jäger-Division
- keine Artillerie- und Divisionstruppenteile